# Kalvárie z kaple Dumlosů
Kalvárie z kaple Dumlosů (před 1400) je polychromovaná dřevořezba připisovaná Mistru Týnské Kalvárie. Byla zhotovena pro soukromou kapli rodiny Dumlosů v kostele sv. Alžběty ve slezské Vratislavi. Nyní je součástí sbírky Národního muzea ve Varšavě.

## Popis a zařazení
Sousoší Ukřižovaného Krista s Pannou Marií a sv. Janem Evangelistou z lipového dřeva, s novější polychromií. Výška soch - Ukřižovaný 98 cm, Jan Evangelista 84 cm, Panna Marie 83 cm. Kříž a podstavec pocházejí z doby kolem r. 1500. Sousoší popsal poprvé Erich Wiese, který podle něj pojmenoval autora jako Mistr Dumlosů. Řezby jsou vypracovány s řemeslnou virtuozitou, která je pro tuto dobu příznačná, a jejich menší rozměry odpovídají vkusu z počátku 15. století.
Krucifix z kaple Dumlosů typologicky navazuje na Krucifix v chrámu sv. Víta, který je považován za nejranější dílo Mistra Týnské Kalvárie a stal se archetypem pro všechny následující sochy. Shodná je kompozice Ukřižování, typ obličeje, tvar vlasů i trnová koruna. Anatomické rozdíly se týkají pouze štíhlejší postavy Krista a modelace břicha, které je vpadlé a směrem k hrudníku zahrocené. Rány v boku a na loktech jsou zvýrazněny plastickou modelací krůpějí krve. Novým prvkem je masivní uzel, kterým je na pravé straně svázána bederní rouška (perizonium). Ta je jako dekorativní element vytažena nad uzel a od něj se spouští v členité a tuhé kaskádě vertikálních záhybů. Ve srovnání s předchozím dílem je rouška členěna do ostřejších horizontálních záhybů, více přiléhá k tělesnému jádru a zdůrazňuje siluetu pravé vytočené nohy. Významové zatížení pravé strany Kristova těla posiluje i svislý pramen vlasů a plasticky zdůrazněné prameny krve z rány na boku.
Obě asistenční figury jsou oproti Týnské Kalvárii o více než polovinu menší. Jejich hmota s bohatými svislými kaskádami řas na bocích je více rozvinuta do šířky, ale postoj je poněkud labilní, protože proti zažitým pravidlům ponderace sklánějí hlavu na stranu volné nohy. Dynamické vychýlení dává celé skupině rys dramatičnosti. Sv. Jan Evangelista i Panna Marie mají shodně svisle členěný drapériový systém, ozvláštněný u Jana výřezem u soklu. Gesto, jímž si Marie levým předloktím přidržuje plášť, se stalo obecnějším formálním prvkem krásného slohu. Oproti pozdější monumentální Kalvárii z Týnského chrámu se řezbář více soustředil na cizelérské a rafinované pojetí formy.
Figury bezprostředně navazují na kamenné sochy z dílny Petra Parléře, zejména sv. Vojtěcha na Staroměstské mostecké věži. Typologicky souvisejí také se soudobou deskovou malbou - Sv. Jan s portrétem světce v tzv. Kapucínském cyklu, Panna Maria má blízko k Marii z Roudnické archy nebo Marii Bolestné na Církvické desce. Otevřený plášť a vertikální členění šatu vycházejí z řezbářských děl poslední třetiny 14. století, např. parléřovské Kladské madony. Některé motivy šatu na volné noze opakují schéma známé u Krumlovské madony nebo jihlavské sv. Kateřiny. Na zadní straně je drapérie členěna svislými záhyby zalomenými u soklu, podobně jako u Madony z téhož vratislavského kostela, která je rovněž považována za dílo Mistra Týnské Kalvárie.
Kalvárie z kaple Dumlosů byla přímým vzorem pro monumentální Kalvárii z Týnského chrámu, zejména pokud jde o vertikální členění drapérií, typiku tváří, gest, řezbu vlasů a kompozici figur.

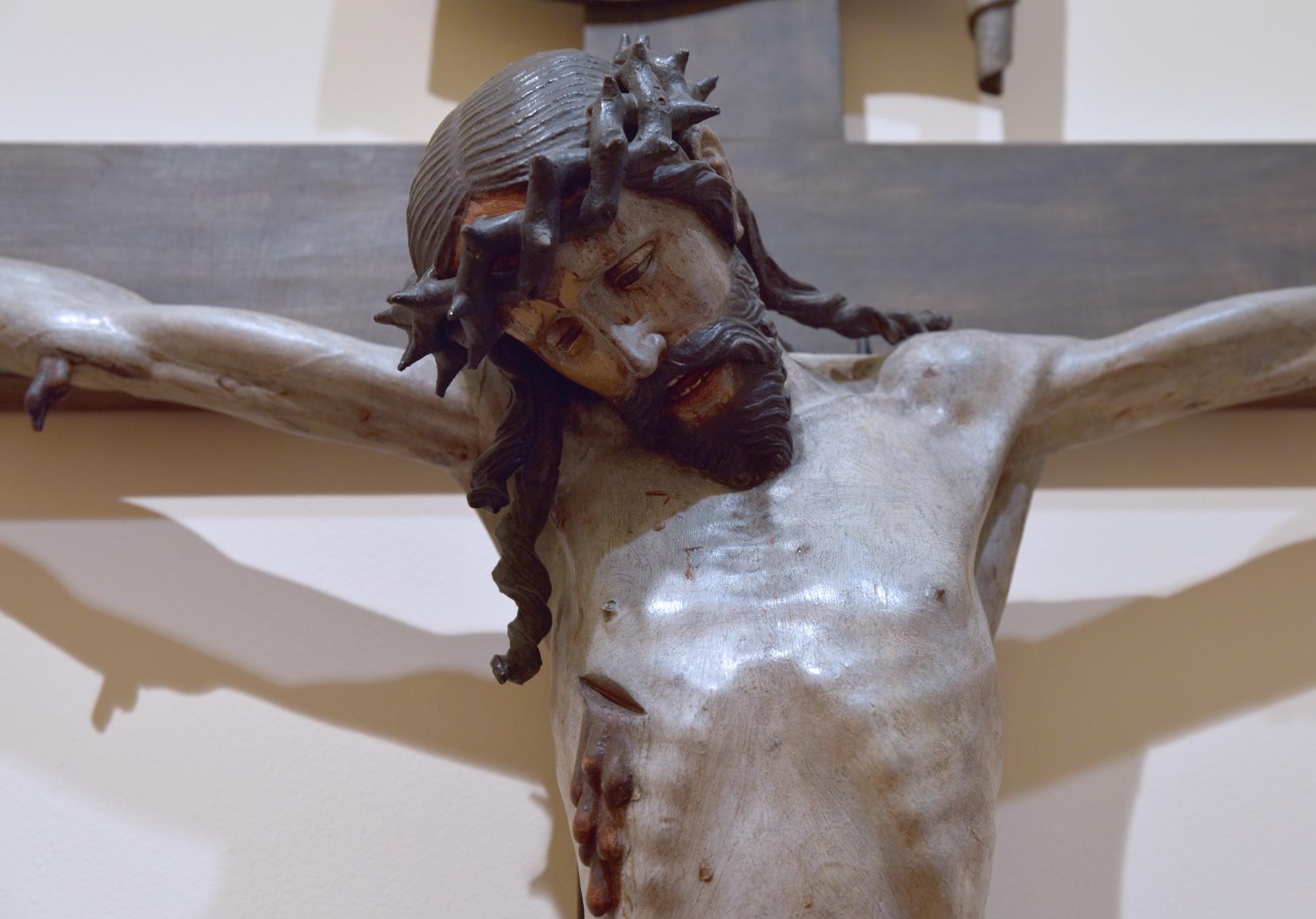
Kalvárie z kaple Dumlosů, detail hlavy Krista
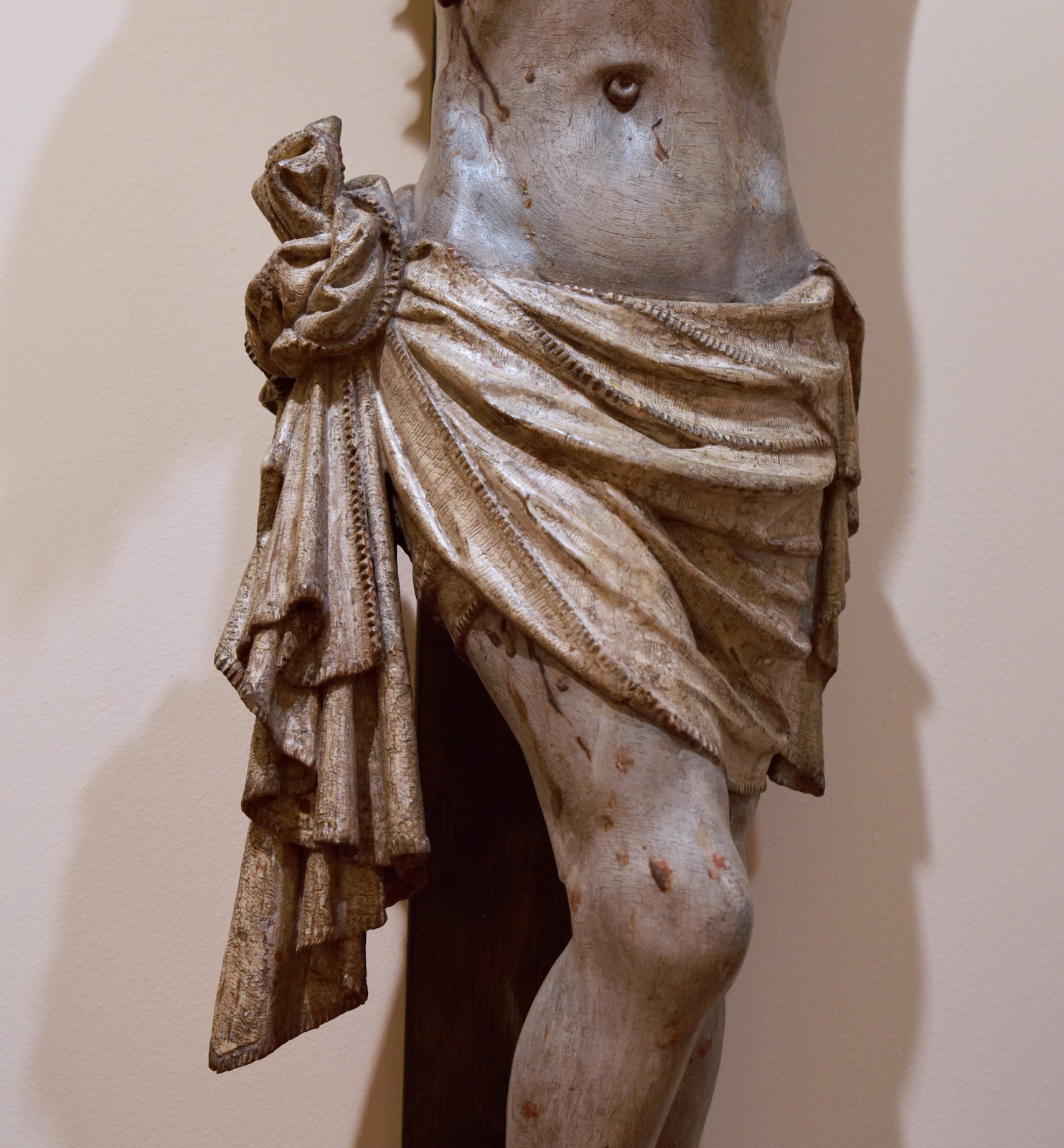
Kalvárie z kaple Dumlosů, detail perizonia
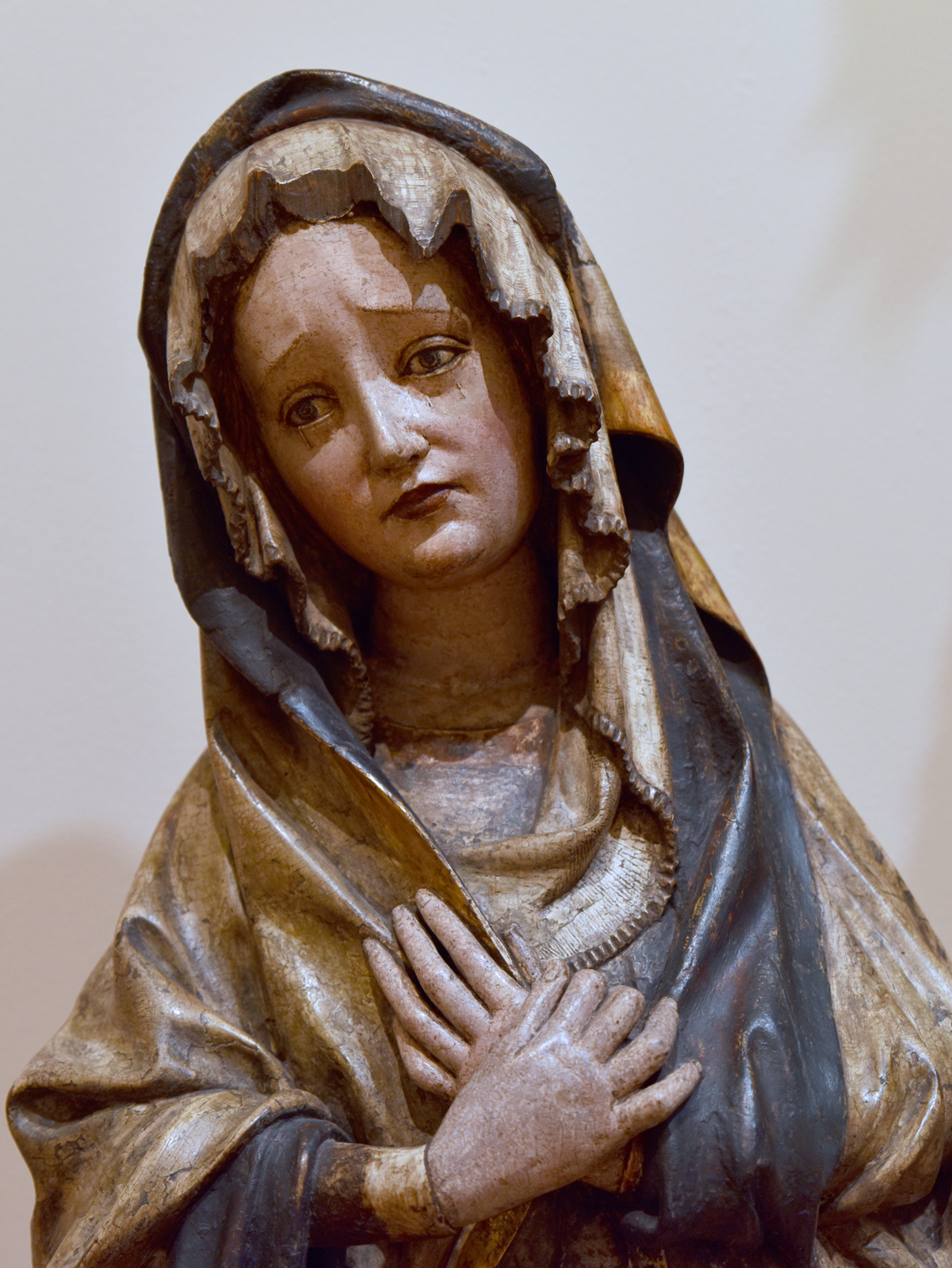
Kalvárie z kaple Dumlosů, detail Panny Marie
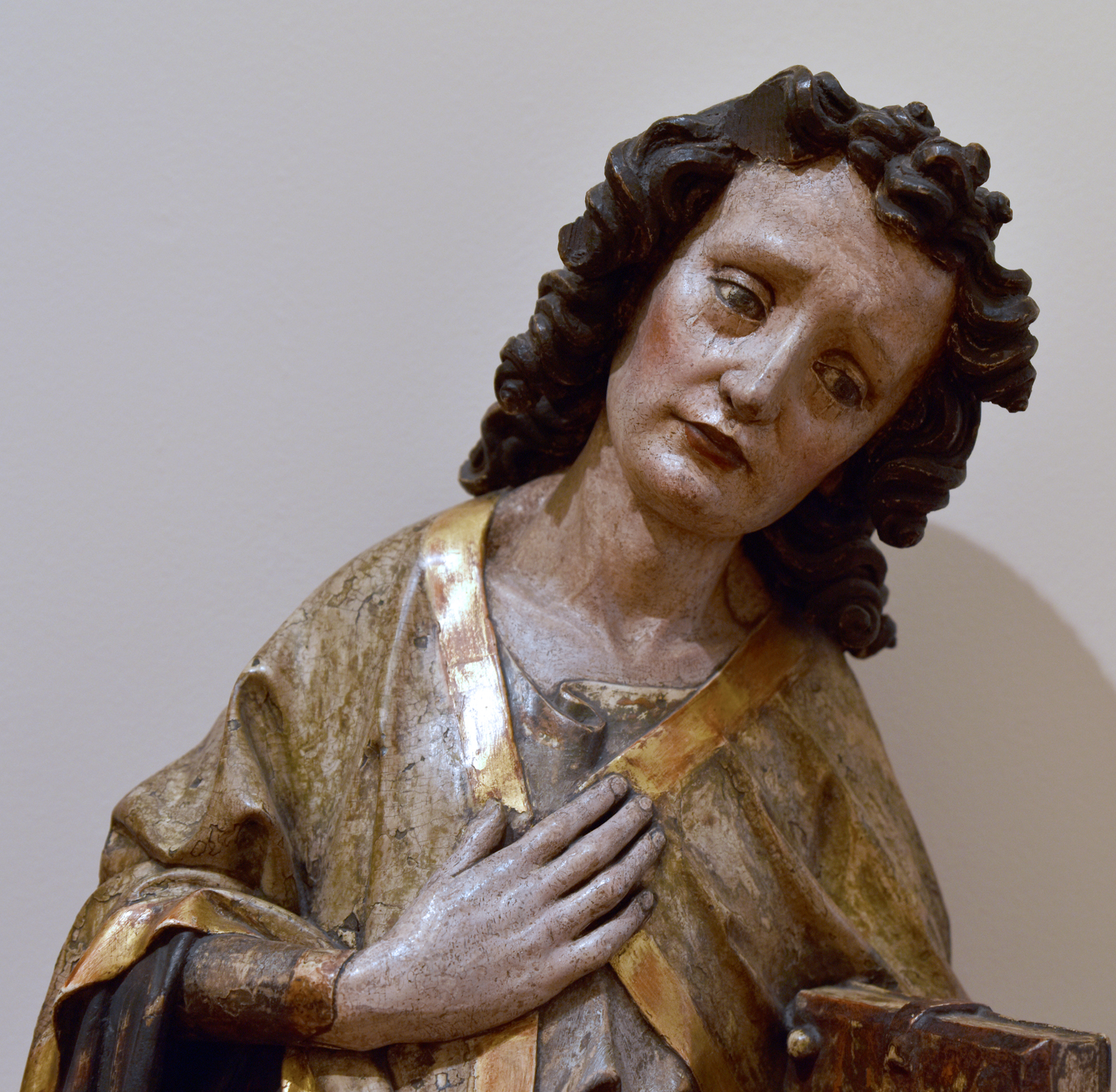
Kalvárie z kaple Dumlosů, detail sv. Jana Evangelisty

### Jiná díla Mistra Týnské Kalvárie
- Ukřižovaný z katedrály sv. Víta
- Týnská Kalvárie